# Águia-filipina
A águia-filipina (Pithecophaga jefferyi), também conhecida como águia-pega-macaco, é uma grande águia em risco de extinção que habita as florestas tropicais das Filipinas.

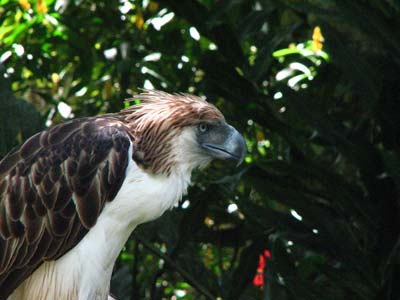

## Distribuição geográfica
A águia está restrita às ilhas de Mindanao e Luzon, sendo que nesta está praticamente extinta, restando por volta de 500 exemplares. Originalmente a espécie habitava as florestas úmidas das quatro principais ilhas do arquipélago. Ela vive na mata fechada e não alça voos acima das copas das árvores.
A espécie não se encontra extinta na natureza, mas continua sendo ameaçada pelo desmatamento nas Filipinas, pelo que a reprodução em cativeiro - através da qual já foram conseguidos, até o final de 2006, vinte exemplares nos últimos 14 anos, num experimento realizado pela ONG Philippine Eagle Foundation - é decisiva para evitar a extinção total da espécie.

## Distribuição
Esta ave já só habita um pequeno conjunto de ilhas das Filipinas. As florestas das ilhas de Leyte, Luzon, Mindanao e Samar são o seu último refúgio.
Depois da desflorestação bárbara a que o sudoeste asiático foi sujeito, deixou de haver lugar para elas noutros locais, onde há não muito tempo ainda voava em todo o seu esplendor.

## Alimentação
É conhecida pelos locais por águia-pega-macaco, já que da sua alimentação fazem parte macacos e lémures, entre outros animais de grande porte.

## Tamanho
Uma destas águias pode medir até cerca de 1 metro e ter uma envergadura de 2,40 metros, sendo considerada uma das maiores a nível mundial.

## Reprodução
Julga-se que cada fêmea põe um ovo a cada 3 anos, num ninho que chega a ter 3 metros de diâmetro.

## Estatuto de conservação
O seu estatuto de conservação é de Perigo Crítico, estima-se só existirem a viver em liberdade cerca 250 indivíduos.